# Zakrajšek
Zakrajšek je 191. najbolj pogost
priimek v Sloveniji, ki ga je po podatkih Statističnega urada Republike Slovenije na dan 31. decembra 2007 uporabljalo 934 oseb, na dan 1. januarja 2011 pa 953 oseb ter je med vsemi priimki po pogostosti uporabe zavzel 182. mesto.

## Znani nosilci priimka
- Albina Malavašič Zakrajšek (1895—1964), dramatizatorka
- Anton Zakrajšek, župan Občine Velike Lašče
- Bernarda Logar Zakrajšek, klinična psihologinja
- Boris Zakrajšek (*1938), misijonar v Braziliji
- Boris Zakrajšek, bančnik/finančnik?
- Egon Zakrajšek (1941—2002), matematik, računalnikar
- Egon Zakrajšek mlajši (*1967), ekonomist, bančnik (FED-ZDA)
- Fran Zakrajšek (1835—1903), pesnik
- Helena Zakrajšek (*1965), matematičarka
- Josephine Zakrajšek (1904—1979), izseljeniška organizatorka
- Jošt Zakrajšek (*1983), kajakaš/kanuist
- Jože Zakrajšek, predsednik Turističnega društva Ribnica
- Julijana Zakrajšek (1912—2024), superstoletnica, najdlje živeča oseba v Sloveniji doslej
- Katja Zakrajšek (*1980), prevajalka afriške književnosti
- Kazimir (Ignacij) Zakrajšek (1878—1958), književnik, frančiškan
- Leon Zakrajšek (*1962), slikar in grafik
- Franci Zakrajšek (*1967), bas kitarist, podjetnik
- Leopold Zakrajšek (1887—1964), podjetnik in bančnik
- Liu Zakrajšek, literatka/pisateljica
- Majda Zakrajšek (r. Bezlaj) (*1952), hidrotehnica
- Marko Zakrajšek, jamar, reševalec
- Mileva Zakrajšek (1885—1971), dramska igralka
- Miro Zakrajšek (1921—1981), novinar
- Peter Zakrajšek (*1965), obramboslovec, brigadir SV
- Petra Zakrajšek, arhitektka
- Sreč(k)o Zakrajšek (*1951), kemik, šolnik (dr. kemije &doktor organizacije in managementa kadrovskih in izobraževalnih sistemov), atletski trener; publicist
- Tilen Zakrajšek (*1993), bobnar, tolkalist
- Tomaž Zakrajšek (*1978), tekvondist
- Viktor Zakrajšek (1903—1974), župnik, monsinjor
- Vojko Zakrajšek, novinar
- Walter Zakrajšek, jamar, vodja jamske reševalne službe
- Zmago Zakrajšek (?—2022), gozdar